# Harley Quinn (TV-serie)
Harley Quinn är en amerikansk animerad action- och äventyrsserie vars första säsong har premiär den 29 november 2019. Första säsongen bestod av 13 avsnitt. Den fjärde säsongen hade premiär på HBO Max den 27 juli 2023.
Serien har blivit förnyad med en femte säsong.

## Handling
Serien utspelar sig i fiktiva staden Gotham City och kretsar kring superskurken Harley Quinn som efter att hon splittrats från Jokern får hjälp av bland andra Poison Ivy för att bli medlem i Legion of Doom.

## Rollista i urval
- Kaley Cuoco - Dr. Harleen Quinzel / Harley Quinn
- Lake Bell - Poison Ivy
- Alan Tudyk - Jokern
- Ron Funches - King Shark
- Tony Hale - Doctor Psycho
- Jason Alexander - Sy Borgman